# القرع العطاء
القرع العطاء (الأسبانية:Calabacitas tiernas) هو فيلم مكسيكي عام 1949. إخراج جيلبرتو مارتينيز سولاريس.

## ألقى
- خيرمان فالديز في دور تين تان
- روزيتا كوينتانا في دور لوبي

- نيللي مونتيل في دور نيللي
- خورخي رييس في دور رييس
- غلوريا ألونسو في دور غلوريا
- نيكولاس رودريغيز عازف الجيتار
- فرانسيسكو ريغيرا في دور المويرتو
- خوان أراكا كمهندس معماري
- جوليان دي ميرشي ممثلا
- أرماندو فيلاسكو كشرطي
- فرانسيسكو باندو في دور دون جوميرسيندو
- رامون فالديس في دور ويلي
- ماريو كاستيلو كعضو الطاقم
- أماليا أغيلار في دور أماليا
- روزينا باجا في دور روزينا
- مارسيلو تشافيز في دور مارسيلو
- رامون جاي كمذيع
- مانويل "لوكو" فالديس

## روابط خارجية
- القرع العطاء على موقع IMDb (الإنجليزية)
- القرع العطاء على موقع روتن توميتوز (الإنجليزية)
- القرع العطاء على موقع Turner Classic Movies (الإنجليزية)
- القرع العطاء على موقع أول موفي (الإنجليزية)
- القرع العطاء على موقع فيلمافينيتي (الإسبانية)
- القرع العطاء على موقع قاعدة بيانات الفيلم (الإنجليزية)
- القرع العطاء على موقع ليتربوكسد (الإنجليزية)
- القرع العطاء على موقع كينوبويسك (الروسية)